# Leonardo Valencia
Ne doit pas être confondu avec Leonardo Valencia (footballeur chilien).
Leonardo Valencia, né à Guayaquil en 1969, est un écrivain équatorien.

## Biographie
Il vit à Barcelone depuis 1998, où il enseigne.

## Œuvres
Fiction
- La luna nómada (1995)
- El desterrado (2000)
- El libro flotante de Caytran Dölphin (2006), traduit par Yvan Bernal, Le Livre flottant, 2017, Le Nouvel Attila  (ISBN 978-2-3710-0032-2)
- Kazbek (2008)

Essai
- El síndrome de Falcón (2008)

Anthologie
- Cuentistas hispanoamericanos de entresiglo (2005), en collaboration avec W.H.Corral.

### Traductions françaises
- « Belphégor », traduction de Vincent Raynaud, in Les Bonnes Nouvelles de l'Amérique latine, Gallimard, « Du monde entier », 2010  (ISBN 978-2-07-012942-3)